# Hoʻoponopono

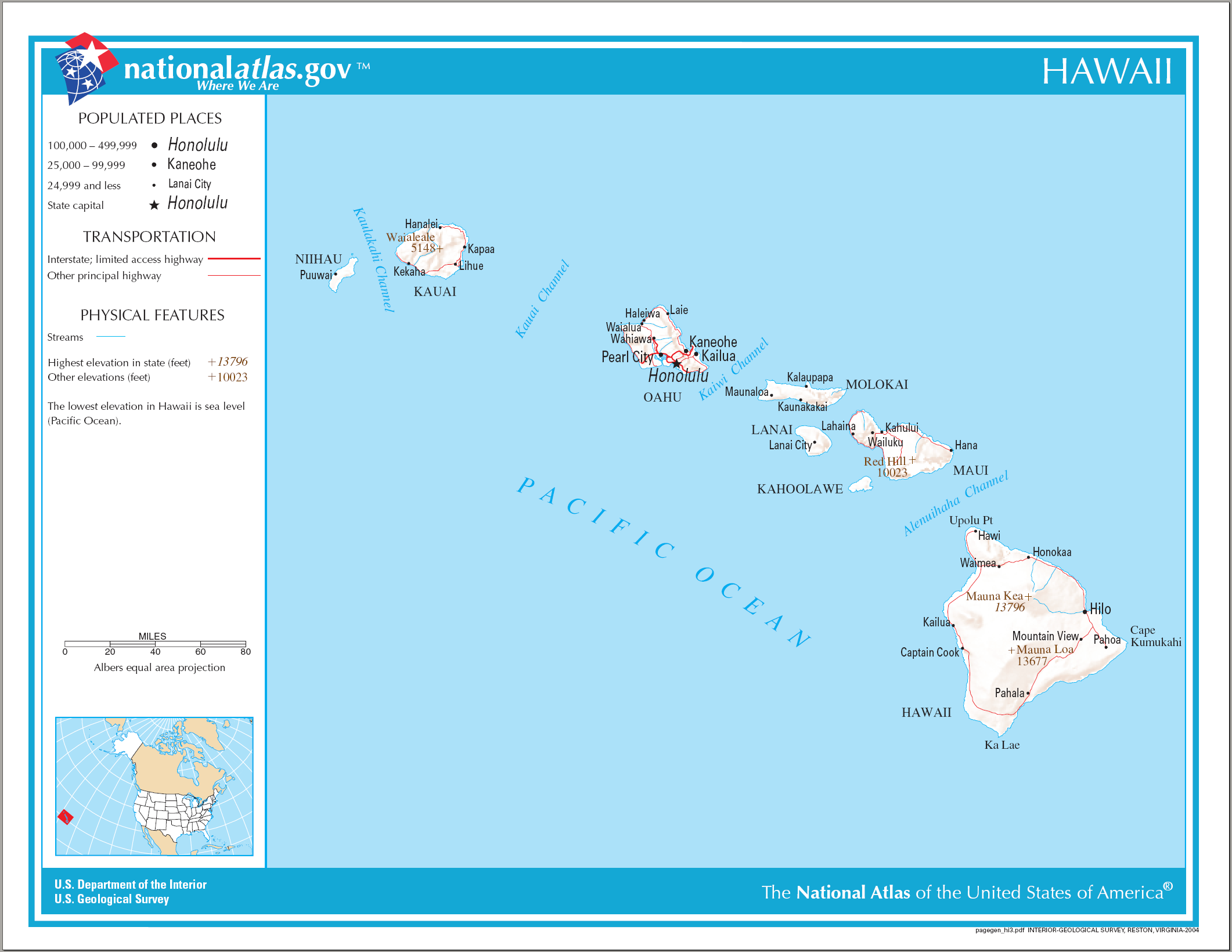
Mapa do Havaí

Hoʻoponopono (ho-o-pono-pono) é uma prática havaiana antiga, com vista à reconciliação e ao perdão. Práticas semelhantes de perdão eram feitas em diversas ilhas do Sul do Pacífico, incluindo Samoa, Taiti e Nova Zelândia.
Tradicionalmente o hoʻoponopono é praticado por sacerdotes de cura ou kahuna lapaʻau em membros de uma família onde existe uma pessoa fisicamente doente. Versões modernas são executadas na família por um membro mais idoso, ou apenas pelo próprio indivíduo.

## Prática tradicional
“Hoʻoponopono” é definido no dicionário havaiano como “higiene mental: conferências familiares onde as relações se corrigem através da oração, discussão, confissão, arrependimento, compensação mútua e do perdão"  Literalmente, hoʻo é um vocábulo utilizado para converter em verbo o substantivo seguinte. Neste caso transforma em verbo o substantivo "pono", que é definido como 

"Bondade, rectidão, moralidade, qualidades morais, procedimento apropriado ou correcto, excelência, bem-estar, prosperidade, beneficio, condição verdadeira ou natural, dever, adequado, próprio, justo, virtuoso, equitativo, beneficioso, exitoso, em perfeita ordem, preciso, correcto, facilitado, aliviado, necessario."
Ponopono é definido como “endireitar; pôr em ordem ou em forma, corrigir, revisar, ajustar, emendar, regular, regrar, rectificar, ordenar, organizar ordenada ou pulcramente.”
A proeminente erudita havaiana Mary Kawena Pukui escreveu que era um costume no Havaí antigo e isto tem por base histórias tradicionais dos anciãos havaianos contemporâneos.

## Uso moderno
A prática do ho’oponopono não requer muitos ensinamentos, mas serve para purificar o próprio corpo e se livrar de memórias ou sentimentos ruins, que prendem a mente em uma sintonia negativa. 
Por trás de toda situação, todo acontecimento e todo encontro que ocorre na vida, uma memória é guardada. A finalidade do Ho'oponopono é liberar as memórias que possam impor obstáculos na vida da pessoa ou ser fonte de dor, pesar ou sofrimento.
A prática moderna do ho’oponopono é composta por quatro frases principais:
1. Sinto muito;
2. Me perdoe;
3. Eu te amo;
4. Sou grato.

As frases acima possuem o seguinte significado:
- Sinto muito : Você assume a responsabilidade pelos atos da sua vida
- Me perdoe: Você pede perdão a você mesmo e a Deus
- Eu te amo : Você se reconecta com o amor e permite que ele flua na sua vida.
- Eu sou grato:Você se mostra grato e confiante que a questão será resolvida para o bem maior de todos "[6]